# Weidenprachtkäfer
Der Weidenprachtkäfer oder Bunte Eichenprachtkäfer (Anthaxia salicis) ist ein Käfer aus der Familie der Prachtkäfer (Buprestidae). Mit fünf bis acht Millimeter Länge gehört er zu den kleinen bunten mitteleuropäischen Arten der Gattung Anthaxia. Anders als sein Name vermuten lässt, lebt der Käfer hauptsächlich an Eichen. Es gibt auch einen Großen Weidenprachtkäfer.
Die Art ist wie die meisten Prachtkäfer gemäß der  Bundesartenschutzverordnung gesetzlich besonders geschützt. In der Roten Liste gefährdeter Arten Deutschlands wird die Art unter der Kategorie 3 (gefährdet) geführt. In Sachsen-Anhalt gilt sie als vom Aussterben bedroht, in Schleswig-Holstein als ausgestorben oder verschollen.

## Bemerkungen zum Namen und Systematik
Die Erstbeschreibung der Art erfolgte durch Fabricius 1776 unter dem Namen Buprestis Salicis (lat. Prachtkäfer der Weide). Der kurzen Beschreibung des Käfers durch Fabricius folgt die Bemerkung Habitat in Germaniae Salice (lat. lebt auf Weide in Deutschland). Dies erklärt den Artnamen salicis, obwohl die Entwicklung gewöhnlich nicht in Weide erfolgt.
Die Gattung Buprestis wird von Eschscholtz  1829 in viele Gattungen zerlegt. Die Gattung Anthaxia gehört zu den Gattungen mit spitz zulaufendem Schildchen.
Der Gattungsname Anthaxia ist von altgr. άνθος ánthos, „Blüte“, und  άξιος áxios, „wert“  abgeleitet und weist auf die meist farbenprächtigen Arten dieser Gattung hin.
Die Gattung Anthaxia ist in Europa  in vier Untergattungen mit über hundert Arten vertreten. Weltweit gibt es über dreizehnhundert Arten.

## Merkmale des Käfers
|                       | |
| Bild 1: Seitenansicht | |
|                       | |
| Bild 2: von vorn      | Bild 4: Brustabschnitt von unten rechte Seite teilweise eingefärbt rot: Vorderhüfte grün: Prosternalfortsatz blau: Mittelbrust gelb: Hinterbrust orange: Hinterhüfte |
|                       | Bild 4: Brustabschnitt von unten rechte Seite teilweise eingefärbt rot: Vorderhüfte grün: Prosternalfortsatz blau: Mittelbrust gelb: Hinterbrust orange: Hinterhüfte |
| Bild 3: Halsschild    | Bild 4: Brustabschnitt von unten rechte Seite teilweise eingefärbt rot: Vorderhüfte grün: Prosternalfortsatz blau: Mittelbrust gelb: Hinterbrust orange: Hinterhüfte |

Der Weidenprachtkäfer gehört nicht nur zur Gattung Anthaxia, sondern auch zur Untergattung Anthaxia und besitzt entsprechend die flache, breitere Körperform, die für die meisten Arten der Gattung charakteristisch ist. Kopf und Halsschild sind vorwiegend blau oder violett, die Tergite grün.
Der Kopf ist bis an den Hinterrand der großen Augen in den Halsschild zurückgezogen. Die Augen bedecken die Seiten des Kopfes beinahe völlig und sind auf der Stirn genähert (Bild 1, Bild 2). Die Stirn ist lang und flaumig behaart (Pubeszens). Die elfgliedrigen Fühler sind kräftig, die äußeren Fühlerglieder sind deutlich nach innen erweitert (gesägt). Die Oberlippe ist zweilappig. Die Oberkiefer sind kräftig, gebogen und spitz. Auf der Innenseite besitzen sie einen stumpfen Zahn. Die Kiefertaster sind lang, das Endglied spindelförmig und abgestutzt. Auch das letzte Glied der Lippentaster ist länglich und abgestutzt.
Der blaugrüne Halsschild ist in charakteristischer Weise gerunzelt. Die Runzeln verlaufen an beiden Seiten der Mittellinie des Halsschildes kreisähnlich (Bild 3). Von der anderen mitteleuropäischen Art mit dieser Eigenschaft unterscheidet sich der Weidenprachtkäfer dadurch, dass die Behaarung des Halsschildes nicht kurz, sondern besonders an den Seiten etwa so lang wie der Behaarung auf der Stirn ausfällt. Dies ist bei größerer Auflösung von Bild 3 deutlich erkennbar. Der Halsschild besitzt etwa in der Mitte die größte Breite, dahinter sind seine Seiten leicht gebuchtet und zur Basis hin leicht längs eingedrückt.
Die Flügeldecken sind an der Basis so breit wie der Halsschild, dahinter verlaufen sie über zwei Drittel ihrer Länge parallel. An der Spitze sind sie breit abgerundet. Die Außenränder der Flügeldecken werden nach hinten undeutlich. Das Schildchen ist dreieckig und wie die umgebende Fläche (Skutellarfleck) blaugrün. Der Rest der Flügeldecken ist rotkupfrig.
Die Körperunterseite (Bild 4) zeigt die für die Einteilung in das System der Käfer wichtigen Merkmale. Die Vorderhüfthöhlen, in denen die Vorderbeine eingelenkt sind, sind nach hinten offen. Die Vorderhüften (Bild 4, rechts rot) sind kugelig und von einem breiten Fortsatz der Vorderbrust (Prosternalfortsatz, Bild 4, rechts grün) getrennt. Dieser Fortsatz verbreitert sich am Ende der Vorderhüfthöhle und läuft dann in eine Spitze aus, die die Mittelbrust überbrückt und diese dadurch scheinbar teilt (Bild 4, rechts blau). Die Hinterhüften liegen breit der Hinterbrust an und sind nach hinten zur teilweisen Aufnahme der Hinterschenkel ausgehöhlt (Schenkeldecken, Bild 4 rechts orange). Die Tarsen sind alle fünfgliedrig, die Krallen ungezähnt.

## Vorkommen und Lebensweise
Die Käfer sind wärmeliebend und weit verbreitet. In Europa kommen sie in Mittel-, Süd- und Osteuropa vor. Außerdem findet man sie in Nordafrika und in Asien. In Mitteleuropa dehnt sich ihr Vorkommen bis Niedersachsen und den Harz aus. Man findet sie nicht häufig und nur stellenweise von Mai bis Juli auf Eichenholz und den Blüten von Hahnenfuß. Die Larven entwickeln sich unter der Rinde trockener Laubbäume, vor allem in Eiche, aber auch in Weide und Ahorn (xylobiont).